# Gamasellus volkovi
Gamasellus volkovi är en spindeldjursart som beskrevs av Davydova 1982. Gamasellus volkovi ingår i släktet Gamasellus och familjen Ologamasidae. Inga underarter finns listade i Catalogue of Life.